# اساسینز کرید: سندیکا
اساسینز کرید: سیندیکت (به انگلیسی: Assassin's Creed: Syndicate) یک بازی ویدئویی تاریخی در سبک اکشن-ماجراجویی و مخفی‌کاری است که به‌وسیلهٔ یوبی‌سافت کبک توسعه یافته و توسط یوبی‌سافت عرضه شده است. این بازی در ۲۳ اکتبر ۲۰۱۵ برای کنسول‌های نسل هشتم، پلی‌استیشن ۴ و ایکس‌باکس وان و در ۱۹ نوامبر ۲۰۱۵ نیز برای مایکروسافت ویندوز عرضه شد. این نهمین قسمت از مجموعه اصلی اساسینز کرید به‌شمار می‌رود که داستان آن ۷۵ سال پس از اتفاقات نسخهٔ اساسینز کرید: وحدت رخ می‌دهد. داستان بازی در دوره ویکتوریا شهر لندن اتفاق می‌افتد و شخصیت‌های قابل کنترل در این نسخه دوقلوهای آدم‌کش جیکوب و ایوی فرای هستند.

## روند بازی
این نسخه نیز همانند دیگر بازی‌های مجموعه در سبک اکشن-ماجراجویی، با دید سوم شخص و به صورت جهان باز می‌باشد و همچنین امکانات جدیدی شامل سیستم جدید جهانگردی، بهبود عملکرد مبارزات و مخفی‌کاری و راندن وسایل نقلیه از جمله کالسکه است. سلاح و ابزارهای جدیدی به بازی اضافه شده و همچنین بازیکن به صورت اختیاری قادر خواهد بود تا همانند بازی اتومبیل‌دزدی بزرگ ۵ هم در شخصیت جیکوب و هم در شخصیت ایوی بازی کند.
این نسخه فاقد بخش چندنفره است و طبق صحبت‌های یوبی سافت تمام تمرکز بخش ساخت بر روی روند و داستان بازی می‌باشد و بازی بخش آنلاینی نخواهد داشت. طی گفتگوی وبگاه گیم‌اسپات با یکی از اعضای یوبی‌سافت کبک اذعان داشت؛ سازندگان تنها تمرکز خود را بر روی بخش تک نفره قرار دادند و طبق تصمیم‌گیری‌های انجام شده قرار بر این شد که بازی بدون بخش چند نفره منتشر شود. ایوی و جیکوب هر دو شخصیت‌های متفاوتی دارند و بنا بر گفتهٔ یوبی‌سافت بازیکنان می‌توانند از هر دوی این شخصیت‌ها در بازی استفاده کنند به همین دلیل این قابلیت نیز در بازی وجود دارد تا بازیکنان بتوانند بین این دو شخصیت سوییچ کنند البته این به بخش محوری داستان نیز بستگی دارد.
به همین دلیل شخصیت‌های متفاوتی برای این دو در نظر گرفته شده است؛ ایوی خواهری سرد و قاتلی مخفی کار است که می‌تواند از پس ماموریت‌های این چنینی به خوبی بر آید. جیکوب اما جوانی سربه هوا، شجاع، سرکش و پرقدرت است که در هدف‌ها و تصمیم‌هایش موفق است و سعی می‌کند تا بهترین تصمیم را بگیرد.

## داستان
در سال ۲۰۱۵ بیشاپ با هلیکس تماس برقرار می‌کند تا به دوستانش شاون هستینگز و مأموران تمپلارش شهر را کنترل کرده و با ستم به طبقهٔ کارگری جامعه قدرت را برای فرقهٔ متبوعش حفظ می‌نماید. هنری گرین، رهبر معدود حشاشین باقیمانده به دوستش جورج وستهاوس که عضو شورای حشاشین کراولی است، نامه‌ای نوشته و درخواست یاری می‌نماید.
در کرویدون، دوقلوهای فایر به همراه وسثهاوس، برای رفع تهدید تمپلارها، به قتل روپرت فریس و دیوید بروستر مشغولند. همزمان با اینکه جیکوب در حال کشتن فریس است، ایوی بروستر را در آزمایشگاهش کشته و تکهٔ بهشتی‌ای که در اختیارش بود را به دست می‌آورد. هر چند پس از مرگ بروستر، تکهٔ بهشتی نیز نابود می‌شود اما ایوی در می‌یابد که تمپلارها تکهٔ بهشتی دیگری در اختیار دارند. دوقلوهای فایر نزد وسثهاوس بازمی‌گردند تا گزارش کارهایشان را بدهند. پس از آن با اشتیاق از او می‌خواهند که اجازه دهد به لندن سفر کنند، اما وسثهاوس آن‌ها را بازداشته و می‌گوید که برای آن‌ها زود است به آنجا بروند، زیرا تمپلارها در آنجا بسیار قدرتمند هستند. دوقلوها که از انتظار خسته شده‌اند، از دستور شورا سرپیچی کرده و خودسرانه به سمت لندن می‌روند.
در لندن آن‌ها با هنری گرین رو به رو می‌شوند و هنری به آن‌ها را از قدرت تمپلارها در شهر مطلع می‌کند. جیکوب می‌خواهد که گروه روکز را ساماندهی کند تا قدرت بلایترها (یک گروه اوباش وابسته به تمپلارها) و قدرت کنترل استاریک را به چالش بکشاند. در عین حال ایوی می‌خواهد که تکهٔ بهشتی را به دست آورد. دوقلوها با سرگرد فردریک ابرلاین و کلارا اُدی پیمان دوستی می‌بندند. جیکوب و ایوی رهبر بلایترها، رکسفورد کایلاک را کشته و وایت‌چپل را در از دست آن‌ها خارج می‌کنند. با مرگ کایلاک، وایت‌چپل تحت اختیار روکز قرار می‌گیرد. همچنین جیکوب و ایوی یک پرتاب‌کنندهٔ طناب (که به وسیلهٔ آن می‌توانند میان دو ستون بلغزند) به دست می‌آورند و در مقر فرماندهی جدیدشان با آن تمرین می‌کنند.
هنری، جیکوب و ایوی را نزد الکساندر گراهام بل، که یک دانشمند و مخترع است، می‌برد تا پرتاب‌کنندهٔ طناب را تعمیر کند. همچنین آن‌ها به گراهام بل کمک می‌کنند تا خطوط شخصی تلگراف خود را نصب کند، زیرا خطوط عمومی ارتباطی در انحصار کامل استاریک قرار دارد. وقتی به قطاری بازمی‌گردند که به عنوان مقر فرماندهی‌شان انتخاب کردند، با ند ویرنت آشنا می‌شوند و برای حرکت بعدی خود برنامه‌ریزی می‌کنند.
جیکوب به دنبال ماجرای شربت مسکنی می‌رود که توسط استاد اعظم تمپلارها، استاریک ساخته شده و باعث تخدیر طبقهٔ پایین جامعه شده است. جیکوب با کمک چارلز داروین موفق می‌شود کارخانهٔ تقطیر این شربت‌ها را از بین ببرد. سپس پی می‌برد که این شربت‌ها توسط جان الیوتسون تولید می‌شود و به همین دلیل جیکوب او را به قتل می‌رساند. این قتل باعث می‌شود تمپلارها از فعالیت‌های جیکوب و ایوی در لندن خبردار شوند. در همین حین ایوی دنبال قطعهٔ بهشتی است و می‌خواهد کتابی را بیابد که شامل داده‌های مفیدی می‌باشد. طبق این اطلاعات، ایوی و هنری به عمارت ادوارد کنووی نفوذ کرده و به دنبال قطعهٔ بهشتی می‌گردند. آن‌ها متوجه می‌شوند که ادوارد کنووی لفافهٔ بهشتی‌ای یافته است که قدرت‌هایی مخصوص دارد. ادوارد برای یافتن این لفافه، سرنخ‌هایی به جای گذاشته است.
جیکوب روی کنترل استاریک بر روی ترابری لندن کار می‌کند و در این بین با پیرل اتاوی، رئیس شرکت رقیب استاریک که متعلق به مالکوم میلنر است، آشنا می‌شود. جیکوب با اکراه می‌پذیرد که به او کمک کند تا شرکت میلنر را زمین بزند. جیکوب مأموریت‌هایی را برای پیرل انجام می‌دهد از جمله دزدیدن یک موتور احتراق داخلی از شرکت میلنر و سپس به قتل رساندن میلنر. پس از این‌ها جیکوب درمی‌یابد که پیرل با استاریک رابطهٔ خونی نزدیکی دارد و عضوی از تمپلارهاست و او را فریب داده است. جیکوب پیرل را ناامیدانه به قتل می‌رساند و از نقشهٔ یکی دیگر از تمپلارها مطلع می‌گردد. استاریک که از قتل پیرل عصبانی شده است دستور می‌دهد که تمپلارها حضور پررنگ‌تری در شهر داشته باشند.
در همین حین ایوی متوجه می‌شود که در نوانخانهٔ لمبت، پس از مرگ الیوتسون داروها و تقویتی‌های تقلبی عرضه می‌گردد. ایوی داروهای اصلی را پیدا کرده و به آن‌ها می‌رساند. این قضیه به فلورانس نایتینگل کمک می‌کند تا کلارای بیمار را نجات دهد و مراقبت‌های دارویی بهتری در بخشش ایجاد کند. پس از آن ایوی به دنبال لفافهٔ بهشتی به بنای یادبود آتش‌سوزی بزرگ لندن می‌رود و در طاق آن کلیدی را می‌یابد که او را به آن می‌رساند اما با پیدا شدن لوسی تورن و درگیری با او آن را از دست می‌دهد.
در حالی که ایوی تورن را تعقیب می‌کند، جیکوب منافع مالی استاریک را هدف می‌گیرد. او با ابرلاین ملاقات می‌کند و در پرس و جویی که از او انجام می‌دهد از نقشهٔ سرقت بانک انگلستان مطلع می‌گردد. جیکوب در قالب یکی از اعضای گروه سرقت به بانک رفته و فیلیپ توپنی را پیش از اجرای نقشهٔ سرقت به قتل می‌رساند.
ایوی نیز در محلهٔ ساوت‌ارک ادوارد بِیلی را از دستان بلایترها نجات می‌دهد. بیلی، که یکی از تولیدکنندگان بزرگ شهر است، به ایوی می‌گوید که پس از آنکه لندن سقوط کرد، نبض تجارت شهر در دستان اتاوی ترانسپورت و میلنر کمپانی قرار گرفته است و بلایترها برای آن‌ها کار می‌کنند. ایوی به بیلی و همکارانش کمک می‌کند تا شرکت عمومی لندن را بیابند و انحصار بلایترها را بر حمل و نقل می‌شکند. سپس ایوی به برج لندن می‌رود تا لفافهٔ بهشتی را بیابد و در این بین زنی از بلایترها را دنبال کرده و پس از کشتنش کلیدی را در دستانش می‌یابد.
جیکوب از نقشهٔ قتل نخست‌وزیر، بنجامین دیزرائیلی مطلع می‌شود. جیکوب هنگامی که نخست‌وزیر و همسرش، ماری آن توسط اراذل مزدور مورد حمله قرار می‌گیرند، نقش بادیگارد را برای آن‌ها بازی می‌کند. در این بین ماری آن نیز متوجه می‌شود که شخصی که پشت این حملات است ارل کاردیگان است. جیکوب طبق گفتهٔ ماری آن به کاخ وست‌مینیستر رفته و کاردیگان را در آنجا به قتل می‌رساند. با حذف کاردیگان، نفوذ سیاسی استاریک تا حد زیادی کم می‌شود.
پس از کشته شدن توپنی، اقتصاد بریتانیا در خطر قرار گرفت و جاعلان شروع به اوراق بانک انگستان سرقت نمودند. ایوی به درخواست ابرلاین این اوراق را جمع‌آوری نموده و به بانک بازمی‌گرداند تا اعتماد مردم به بانک را دوباره زنده کرده و از سقوط اقتصاد جلوگیری کند. کمی بعد هنری و ایوی سعی می‌کنند نقشه‌هایی که محل نگهداری لفافهٔ بهشتی را نشان می‌دهد، به دست آورند اما موفق نمی‌گردند.
کمی بعد جیکوب از مکسول روث، پیامی دریافت می‌کند که او را دعوت به دیدار نموده است و در آن پیشنهاد کرده تا علیه استاریک متحد شوند. جیکوب با وجود هشدارهای ایوی دعوت روث را می‌پذیرد و به همراه او شروع به تضعیف موقعیت و وضعیت اقتصادی استاریک در شهر می‌کند. جیکوب و روث سه نفر از افراد نزدیک به استاریک را می‌ربایند اما به مرور جیکوب شروع به نقد اعمال روث می‌کند. روزی که روث اقدام به منفجر کردن یک کارگاه می‌کند که کودکان کار در آن قرار دارند، بالاخره جیکوب روابطش را با او قطع می‌کند. پس از این است که روث او را به سالن موسیقی آلهامبرا دعوت می‌کند تا اجرای تئاتری را مشاهده کند. جیکوب که دریافته روث نیت بدی از این دعوت دارد، تصمیم می‌گیرد که او را بکشد. جیکوب با پوشش بالماسکه از میان نگهبانان می‌گذرد و در سالن چندین بدل روث را به قتل می‌رساند. در نهایت مکسول روث سالن را در حالی که جیکوب و دیگر مهمانان در آن حضور دارند، آتش می‌زند. جیکوب نیز پس از کشتن مکسول روث راه خود را از میان آتش یافته و از سالن خارج می‌شود. پس از این است که استاریک تصمیم می‌گیرد برای حفظ قدرت خود بر لندن، شخصاً وارد عمل شود.
جیکوب و ایوی پس از آنکه دربارهٔ دیدگاه‌هایشان با یکدیگر بحث و جدل می‌کنند، تصمیم می‌گیرند که به عنوان آخرین مأموریت استاریک را کشته و سپس راهشان را از هم جدا کنند. جیکوب برای این کار یک دعوت نامه و کالسکه‌ای سلطنتی برای خودش و ایوی برای ورود به مجلس رقص ملکه در کاخ باکینگهام و یک لباس نگهبانی برای ابرلاین جور می‌کند. ابرلاین با لباس نگهبانی به شکل مخفیانه می‌تواند برای آن‌ها سلاح وارد کاخ نماید. در همین حال ایوی دولیپ سینگ را نزد چند سیاستمدار نامدار می‌برد تا بتواند از او نقشهٔ کاخ باکینگهام را دریافت کند و در آخر فهمید که یک دخمه در اتاق سفید کاخ بکینگهام وجود دارد.
جیکوب و ایوی برای گرفتن لفافهٔ بهشتی از استاریک وارد مجلس رقص ملکه می‌شوند. در همین حین ایوی با ملکه ویکتوریا آشنا می‌شود. کمی بعد نیز درمی‌یابد گردنبندش توسط استاریک دزدیده شده و به جیکوب دستور می‌دهد تا محل دخمه را بیابد. ایوی وارد دخمه می‌شود و می‌بیند استاریک لفافه را بردوش خود انداخته است. متعاقب آن ایوی سعی می‌کند به او حمله نماید اما به خاطر قدرت ماورایی لفافه توانایی این کار را ندارد. هنری گرین به نبرد آن‌ها می‌پیوندد اما خیلی زود بی‌هوش بر زمین می‌افتد. جیکوب و ایوی نبردشان را ادامه می‌دهند و سعی می‌کنند لفافه را از دوش استاریک برداشته و جانش را بگیرند. با کشته شدن استاریک و از بین رفتن تهدید تمپلارها، شکاف میان خواهر و برادر نیز از بین می‌رود. در حالی که ایوی به وضعیت هنری رسیدگی می‌کند، جیکوب لفافه را به محفظهٔ خود بازمی‌گرداند. پس از آن حشاشین با ملکه ویکتوریا دیدار کرده و او آن‌ها را به خاطر نجات جانش به مقام شوالیه منصوب و نشان بند جوراب راه آن‌ها اهدا می‌کند.
در زمان حال، شاون، ربکا و استاد اعظم گالینا ورونینا با دیدن اتفاقاتی که برای دوقلوهای فرای افتاده است، لفافهٔ بهشتی را می‌یابند. اما در همین لحظه حشاشین با ایزابل آردنت و همراهانش، جووانی اوستو و وایولت داکوستا درگیر می‌شوند. آردنت توسط شاون کشته می‌شود اما داکوستا می‌تواند با لفافه فرار کند. علی‌رغم این موضوع، رهبر حشاشین معتقد است که به زودی دوباره می‌توانند لفافه را به دست آورند و از تلاش آن‌ها برای یافتنش تقدیر می‌نماید.
رهبر گروه سپس تکه فیلمی از فیلم‌های نظارتی شرکت آبسترگو را برای آن‌ها می‌فرستد که در آن وایولت داکوستا و دکتر گراماتیکا نقشه‌شان برای به دست آوردن لفافه را مطرح می‌کنند. آن‌ها قصد داشتند تا به جای شبیه‌سازی یکی از موجودات تمدن اولیه، از محتویات لفافه در حد سلولی توانایی شفا دادن را به دست بیاورند. همچنین در فیلم نشان می‌دهد که وایولت در برابر زنی ایستاده و از ترس‌هایش در برابر اتفاقاتی که برایش رخ می‌دهد به او می‌گوید. در همین لحظه روح جونو در زن حلول می‌کند و به وایولت می‌گوید که نگران نباشد، چون نقشش را به درستی بازی کرده و دنیا را نجات داده است.

### پنی مخوف
دوقلوهای فرای به هِنری ریموند، نویسندهٔ داستان‌های پنی مخوف نزدیک می‌شوند که یک نوجوان به نام آرتور کانن دویل او را همراهی می‌کند. آن‌ها به همراه هم زنجیره‌ای از قتل‌هایی که در سراسر لندن رخ می‌دهد را کاوش کرده و معمایش را حل می‌نمایند. در واقع فرای‌ها به صحنه‌های جنایت رفته و با جمع‌آوری مدارک و بازجویی از شاهدان و متهمان، به دنبال بزهکار حقیقی می‌گشتند.
در نهایت ملکه ویکتوریا دوقلوهای فرای را به کاخ باکینگهام احضار می‌کند تا معمای قتل یکی از نگهبانانش را حل نمایند. معلوم می‌شود که ریموند خودش را جای یکی از نگهبانان جا زده و مرگ خودش را صحنه‌سازی کرده است تا بتواند عصای سلطنتی ملکه را بعد از مشاهدهٔ گاوصندوق داخل اتاق، سرقت نماید. او همچنین مدارکی جعلی در جای جای کاخ جا داده بود تا فرار خودش را بپوشاند اما کونان دویل جلوی از اوضاع سر درآورده و جلوی او را می‌گیرد، ولی ریموند را گروگان گرفته و با خود به بالای بام کاخ می‌برد. در این حال یکی از فرای‌ها سعی می‌کند تا حواس ریموند را پرت کرده و دیگری یواشکی به او نزدیک شده و او را بکشد و دویل جوان را آزاد کرده و عصا را به دست آورد. پس از حل شدن مشکل، فرای‌ها دویل را تشویق می‌کنند تا داستان‌های کارآگاهی خود را بنویسد.

### آخرین مهاراجا
پس از یک مشاجره میان دولیپ سینگ و هنری گرین دربارهٔ عدم تعهد دربارهٔ مردم هند، گرین تصمیم می‌گیرد تا از فرای‌ها کمک بگیرد تا سینگ را راضی کنند حق تولد هندی خودش را پس بگیرد. دوقلوهای فرای سعی می‌کنند تا نامه‌هایی که سینگ به مادرش می‌نوشته و توسط کمپانی هند بریتانیا جمع‌آوری شده تا به مادرش نرسد، را به دست بیاورند. این نامه‌ها می‌تواند سینگ را متقاعد کند تا کارهایی که از او می‌خواهند را انجام دهد.
سینگ از فرای‌ها می‌خواهد تا طلای پنجابی را پیش از آنکه با کشتی به هند فرستاده شود، بیابند. پس از آن خود او قصد می‌کند تا بتواند الماس کوه نور، بزرگ‌ترین الماس هندی که در برج لندن نگاه داشته می‌شود، بازیابد. دوقلوها به یک مهمانی که در آن برج برگزار می‌شود، می‌روند تا مکان آن الماس را بیابند. البته هنری گرین پس از آنکه آن‌ها کوه نور را می‌یابند، به آن‌ها نشان می‌دهد که این الماس تقلبی است و کوه نور واقعی در دستان حشاشین معتمد بریتانیایی می‌باشد و پدر جایادیپ، ارباز میر آن را به پدر جیکوب و ایوی، اتان فرای رسانده است.
دوقلوها به کارخانهٔ کمپانی هند بریتانیا می‌روند و جلوی ساخت سلاح‌های شیمیایی در آنجا را می‌گیرند. در این حین، آن‌ها همچنین برینلی السورث، از دوستان صمیمی سینگ را می‌یابند که در حقیقت در پشت پرده تمام در تمام نقشه‌هایی که علیه مهاراجا ریخته می‌شده، دست داشته است. سینگ ترتیب یک ملاقات با السورث را می‌دهد تا به کمک ایوی بتواند جلوی او را بگیرد. اما در حالی که ایوی آماده می‌شود تا جان السورث را بگیرد، سینگ جلوی او را گرفته و تصمیم می‌گیرد او را ببخشد. سینگ از دوقلوها برای کمک‌هایشان تشکر می‌کند و قسم می‌خورد که قانون حق تولدش را به زودی اعلام نماید.

### جک قصاب
در ۱۸۸۸، جیکوب فرای با آقای ویورسبروک ملاقات می‌کند و به او هشدار می‌دهد که نامه‌های جک قصاب را منتشر نکند تا ترس و وحشت بر لندن مستولی نشود. جیکوب پس از اتفاق افتادن یک قتل دیگر به دنبال جک می‌رود. در همین حال نیز جک در حال تعقیب جیکوب است که معلوم می‌شود آن‌ها همدیگر را از قبل می‌شناسند و رابطه‌ای شخصی داشتنه‌اند. همچنین جک قابلیت‌هایی را از خود نشان می‌دهد که مختص افراد حشاشین است. جیکوب از دستان جک کریخته و به خانهٔ خود می‌رود، اما جک دوباره در آنجا به او حمله کرده و اینطور نشان می‌دهد که او را به قتل می‌رساند.
پس از این اتفاق، خواهر جیکوب، ایوی از هند می‌رسد، زیرا برادرش کمی قتل او را به اینجا احضار کرده است. با این حال ایوی در آنجا با فردریک ابرلاین، کارآگاه پلیس رو به رو می‌شود که به او اطلاع می‌دهد که جیکوب مفقود گشته و به نظر می‌رسد به قتل رسیده است. او همچنین می‌گوید که او احتمالاً آخرین عضو حشاشینی باشد که در لندن باقی مانده است، و همچنین تنها کسی که احتمال دارد بتواند جلوی جک قصاب را بگیرد. در محل اقامت جیکوب، ایوی چندین سلاح غیرکشنده و وحشت‌آور پیدا می‌کند که توسط حشاشین هند استفاده می‌شود. او همچنین استنباط می‌کند که جک قصاب یکی از حشاشین تازه‌کاری است که توسط جیکوب تربیت شده است. پس از آن، ایوی چند نفر از مأموران قصاب را که مرتکب جنایت شده‌اند، می‌کشد و تعدادی از زندانیان آن‌ها را آزاد می‌کند. در همهٔ این احوال، جک قصاب ایوی را تحت نظر دارد.
با رخ دادن قتل‌های بیشتر، ایوی تحت فشار قرار می‌گیرد که جک را سریع‌تر پیدا کند. پس از واپسین قتل جک، ابرلاین به ایوی می‌گوید که اگر زودتر جک را تحویل ندهد، او نمی‌تواند جلوی بازداشت ایوی را برای جرم‌هایی که در این راه مرتکب می‌شود، بگیرد. ایوی سوگند می‌خورد که یا جلوی جک را بگیرد یا بمیرد. او تمام صحنه‌های قتل قدیمی را دوباره بررسی می‌کند تا پی می‌برد که تمام زنانی روسپی‌ای که توسط جک کشته شدند، از اعضای حشاشین بوده‌اند. او سپس پی به پیامی می‌برد که توسط جک قصاب نوشته شده و نشان می‌دهد که او هیچگاه جیکوب را برای شکست خوردن در حفاظت از مادرش و کشته شدن او توسط مردان استاریک، نبخشیده است. ایوی پی می‌برد که جک در تیمارستان لمبث، جایی که پیش از پیش از پیوستن به جیکوب و انجمن برادری در آن کار می‌کرده، منتظر اوست. در همین حال، جک به تیمارستان بازگشته و کسانی که پیش از این او را شکنجه دادند را می‌کشد و تمام مدارکی که نشان می‌دهد هویت او چیست را نیز از بین می‌برد. ایوی کمی پس از جک قصاب به تیمارستان می‌رسد و او را در یک مبارزه به قتل می‌رساند. پس از آن او متوجه می‌شود که جیکوب در دخمه‌ای زندانی است اما کماکان نفس می‌کشد. در همین حین ابرلاین نیز سر می‌رسد و با دیدن جنازهٔ جک قصاب، می‌پذیرد هویت جک را به عنوان یکی از حشاشین و از انجمن برادری محافظت نماید.

### شکست‌های زمانی
پیرو وقایع بازی، جیکوب دست کم یک فرزند دارد (هرچند اطلاعاتی از ازدواج او در دست نیست) که با حشاشین آشنا شده است. فرزند جیکوب بعدها ازدواج کرده و در سال ۱۸۹۳ صاحب دختری به نام لیدیا فرای می‌شود. او نیز به همین ترتیب وارد فرقه شده و تحت نظر جیکوب و ایوی تعلیم می‌بیند. او همچنین بعدها با یکی از اعضای حشاشین به نام سم کراودر ازدواج می‌کند اما نام فرای را با خود حفظ می‌نماید.
پس از وقوع جنگ جهانی اول در ۱۹۱۴، جیکوب و ایوی برای پاکسازی و امنیت حومهٔ لندن فعالیت می‌کنند و لیدیا در لندن باقی می‌ماند تا با جاسوسان آلمانی و تروریست‌های تمپلار مبارزه نماید.
در ۱۹۱۶، به دستور وینستون چرچیل، لیدیا وارد برج پل شده و یکی از شعبات جاسوسی آلمان را از بین می‌برد. او کمی بعد به فرمان چرچیل دیگر اعضای گروه و رهبرشان را که از اعضای امنیت ملی محسوب می‌شود، را از بین می‌برد. در مقابل خدمات لیدیا، چرچیل به او قول می‌دهد پس از جنگ از هیچ تلاشی برای به دست آوردن حق رأی زنان در مجلس فروگزار نکند.
لیدیا پس از آن تمام مناطق تحت اختیار تمپلارها را پاکسازی می‌کند و جاسوسان آلمانی و فرماندهان تمپلار و سیج‌ها (منتصبان به آیتا) را از مخفیگاهانشان بیرون آورده و از بین می‌برد.
برای هر هدف و مأموریتی که لیدیا با موفقیت پشت سر می‌گذارد، یونو پدیدار گشته و دربارهٔ کارهایش صحبت می‌کند. جونو در آخر از سرنوشت سیج مطلع می‌شود و از او برای پیدا کردن او تشکر می‌کند و اظهار امیدواری می‌کند که در آینده نیز بتوانند او و حشاشین در کنار هم کار نمایند.

## بازتاب‌ها
| گردآورنده  | امتیاز |
| ---------- | ------ |
| گیم‌رنکینگز | ۷۷٫۸۰٪ |
| متاکریتیک  | ۷۶/۱۰۰ |

| ناشر                    | امتیاز    |
| ----------------------- | --------- |
| الکترونیک گیمینگ مانثلی | ۸٫۵/۱۰    |
| گیم اینفورمر            | ۹/۱۰      |
| گیم رولیشن              | 4/5 ستاره |
| گیم‌اسپات                | ۹/۱۰      |
| گیمز ریدار+             | 4/5 ستاره |
| آی‌جی‌ان                  | ۸٫۲/۱۰    |
| جاینت بامب              | [ ۹ ]     |

اساسینز کرید: سندیکا به‌طور کلی برای نسخه‌های پلی‌استیشن ۴ و اکس‌باکس وان مورد تقدیر قرار گرفت، در حالی که بر طبق وبگاه متاکریتیک، نسخه مایکروسافت ویندوز این بازی نقدهای مختلف یا متوسط را دریافت کرد.